# 포항장원초등학교
포항장원초등학교는 대한민국 경상북도 포항시 북구에 위치한 공립 초등학교이다.

## 학교 연혁
- 2003년 6월 19일 설립 계획
- 2003년 7월 24일 설립 인가
- 2005년 1월 25일 신축교사 24실 27실 준공
- 2005년 3월 1일 포항장원초등학교 개교(15학급 편성 488명)
- 2005년 3월 1일 초대 안재국 교장 취임
- 2006년 3월 1일 19학급 편성
- 2007년 3월 1일 제2대 신현식 교장 부임
- 2009년 3월 1일 영어수업시수 확대 도지정 연구학교 지정
- 2018년 3월 1일 양덕초등학교 개교와 함께 분리 이관
- 2009년 7월 2일 영어교육 리더학교 우수 학교 선정
- 2010년 3월 1일 제3대 김원주 교장 부임
- 2012년 2월 17일 제7회 졸업식(졸업생 132명)
- 2012년 3월 1일 포항송곡초등학교 개교와 함께 분리 이관
- 2012년 9월 1일 제4대 임병태 교장 취임
- 2014년 2월 20일 제9회 졸업식(졸업생 74명)
- 2014년 3월 1일 19학급 편성 458명
- 2014년 3월 1일 제5대 김상철 교장 취임
- 2018년 3월 1일 양서초등학교 개교와 함께 분리 이관
- 2023년